# Montay
Montay é uma comuna francesa na região administrativa de Altos da França, no departamento do Norte. Estende-se por uma área de 5.51 km². Em 2010 a comuna tinha 289 habitantes (densidade: 52,5 hab./km²).